# Сент-Клэр (озеро, Северная Америка)
Сент-Клэр (англ. Lake Saint Clair) — озеро в системе Великих озёр.
Площадь зеркала озера — 1114 км², объём — 3,4 км³, длина береговой линии — 272 км, средняя глубина — 3,4 м, максимальная — 8 м (достигнута в результате углубления фарватера морского пути Святого Лаврентия, максимальная естественная глубина — 6,4 м). Высота над уровнем моря — 175 м.
Площадь и объём Сент-Клэр намного меньше аналогичных параметров пяти больших озёр (15-е место по площади в США).
Основная впадающая река также называется Сент-Клэр и связывает озеро с озером Гурон, вытекает река Детройт, которая связывает с озером Эри. Другие крупные реки — Темс, Клинтон и Сиденем. Считается, что первым из европейцев озера достиг Рене-Робер Кавелье де Ла Саль 12 августа 1679 года в день Святой Клары.
К юго-западу от озера расположены города Детройт в США и Уинсор в Канаде. По озеру проходит государственная граница между странами.
На юго-западном берегу озера в пригородах Детройта расположено несколько крупных яхт-клубов, доступ к побережью ограничен.